# 郑寿麟
郑寿麟（1900年—1990年），清广东省潮州府潮阳县（今广东省汕头市潮南区）人，著名学者。早年留学德国，毕业于德国莱比锡大学，获博士学位。历任四川大学、北京大学、中山大学等高校教授，1942年同济大学新生院主任，1946年6月任同济大学文理学院哲学系主任，曾当任同济大学代校长等职。1948年去台湾，1966年退休后专任中国文化大学教授，兼任德国文学研究所主任。 

## 著述
- 《中华女性》（选译自《桃花扇》，德文名字为Chinesische Frauengestalten）
- 《亚里士多德》
- 《国语新旧库译本新约全书》，与陆亨理（H.Ruck）宣教士合译，北平新旧库，民国十七年
- 《德国志略》，中华书局，民国十八年
- 《中西文化之关系》，中华书局，民国十九年
- 《国语新旧约译本》（新约与诗篇（圣咏）的第三版试验本），与陆亨理（H.Ruck）宣教士合译，香港，1958年
- 《饭桶生涯记趣》，J. F. von Eichendorff著，郑寿麟，台湾商务，1995， ISBN 9789570512151